# Иваново-Северный
Иваново (Северный) — военный аэродром вблизи города Иваново.
Способен принимать самолёты Ил-76, Ан-22, А-50, Ту-154 и все более лёгкие, а также вертолёты всех типов.

## История

### Довоенное время
Строительство аэродрома началось в 1935 году. Осенью 1936 года сформирована 19-я бомбардировочная авиабригада. На вооружение бригады поступили сначала самолёты Р-5 и ТБ-3, затем ДБ-3. В июле 1938 года бригада была переформирована в 6-й дальнебомбардировочный авиационный полк. Летом 1939 года 6-я (истребительная) эскадрилья полка воевала на Халхин-Голе. Осенью 6 дбап убыл на войну с Финляндией. На аэродроме осталась только охрана. В 1940 году здесь формируется 165-й резервный бомбардировочный авиаполк, а вскоре начали поступать СБ. Полк преобразовали в учебный. На его базе организована высшая школа штурманов, которой руководил известный авиационный навигатор генерал-майор Спирин И. Т. Лётный состав высшей школы штурманов с начала Великой Отечественной войны принял участие в боевых действиях на самолётах ТБ-3 и СБ.

### Великая Отечественная война
С началом войны изменился профиль школы. В ней стали обучать штурманов и ночных бомбардировщиков. В это время на аэродроме базировался полк и три авиационные эскадрильи по 25—30 самолётов в каждой. Начали поступать самолёты ДБ-3Ф (Ил-4).
В сентябре 1941 года школу перевели в Мары — подальше от линии фронта, которая продолжала приближаться к Москве. На аэродроме базировалась бомбардировочная авиация.
29 ноября 1942 года на аэродром с дружеским визитом прилетели французы — всего 58 человек, из них: 14 — лётчики, начальник штаба эскадрильи, старшина и врач. Первыми прилетели майор Ж. Пуликен и начальник штаба эскадрильи старший лейтенант Ж. де Панж. Кроме Пуликена в числе первых 14 лётчиков прибыли Ж. Тюлян, А. Литольф, Ж. Риссо, А. Прециози, А. Познанский, Р. Дервиль, А. Дюран, Марсель Лефевр, Ролан де ля Пуап, И. Бизьен, Д. Бегэн, Марсель Альбер и Н. Кастелен. Группу технического состава из 41 человека возглавлял авиационный инженер А. Мишель. Именно они составили костяк формирующейся истребительной авиационной эскадрильи «Нормандия-Неман», в честь которой в городе назвали улицу около аэродрома. С декабря 1942 года по март 1943 года французские лётчики проходили подготовку на истребителях Як-1 и Як-7. В середине марта 1943 года на аэродром прибыли глава военной французской миссии генерал Э. Пети и представитель командующего ВВС Красной Армии полковник С. Т. Левандович.
Школа штурманов и ночных бомбардировщиков была возвращена из Мары в 1944 году. В составе школы были сформированы четыре полка, один из которых базировался на Северном аэродроме.

### 1945—1991
В послевоенные годы 27-й бомбардировочный полк освоил самолёты Ту-4. Осенью 1957 года 2-ю высшую школу штурманов расформировали, а на следующий год на Северный аэродром из Люберец прибыл 229-й военно-транспортный авиационный полк (втап) 4-й авиадивизии особого назначения (адон) на самолётах Ил-14. Ещё через год сюда было переведено и управление 4-й адон.
В 1960-х годах взлётно-посадочную полосу реконструировали, после чего 229-й втап стали переучивать на Ан-8. В октябре 1968 года в Иваново из Сещи переведены 25-е офицерские курсы (ЦОК) с учебной эскадрильей на самолётах Ан-12.
В конце 1960-х годов в 229-м втап началось освоение тяжёлого транспортного самолёта Ан-22, для чего в его составе была организована 5-я авиационная эскадрилья. На её базе в 1970 году был сформирован 81-й военно-транспортный авиационный полк, а 229-й втап на следующий год был расформирован. В декабре 1974 года на базе 25-х ЦОК сформировали 610-й Центр боевого применения и переучивания лётного состава военно-транспортной авиации Военно-воздушных сил. Первым командиром Центра стал полковник, а потом генерал-майор авиации Н. С. Моргис. В 1975 году из Тулы прибыл 374-й военно-транспортный авиационный полк (Ан-12). Он был передан в оперативное подчинение 610-го ЦБП. В 1979 году полк расформировали, а на его базе создали две инструкторские эскадрильи: одна на Ан-12, другая — на Ил-76.
С 1971 по 1992 год в Иванове прошли обучение 1672 слушателя из Алжира, Болгарии, Гвинеи, Индии, Ирака, Кубы, Польши, Сирии, Чехословакии и Эфиопии.
14 августа 1984 года на территории центра открыт Музей военно-транспортной авиации.

### Российский период

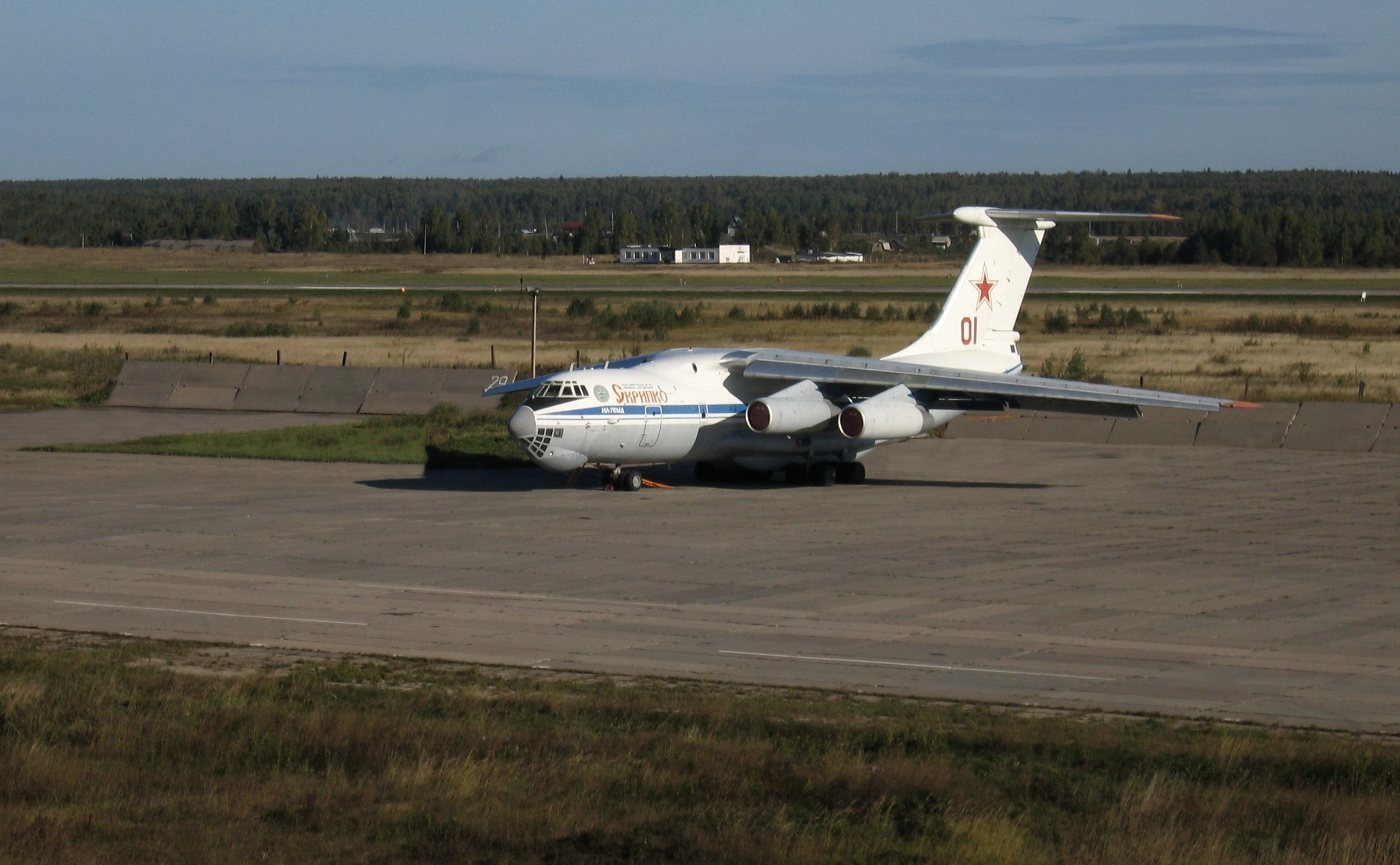
Самолёт Ил-76МД с надписью Маршал авиации Скрипко на аэродроме Иваново-Северный

В середине 1990-х годов произошло несколько сокращений Центра. Весной 1998 года, после расформирования 81-го военно-транспортного авиаполка, на аэродром Иваново-Северный из Печоры был переведён единственный в России 144-й полк ДРЛО на самолётах А-50. На его базе сформирована 2457-я база боевого применения самолётов ДРЛО. В 2009 году 2457-я база вошла в состав 610-го ЦБП. 1 сентября 2010 года 610-й ЦБП, в свою очередь, был подчинён 4-му ЦБП в Липецке.
С 1996 года на 308-м Авиационном ремонтном заводе осваивали ремонт самолёта Ан-72 и Ан-74, а с конца 2001 года — спортивный самолёт Як-52. С 2005 года ведётся модернизация Як-52 в вариант Як-52М.
В 2002-2007 годах на аэродроме проводился военно-патриотический праздник «Открытое небо». В 2014 году по инициативе командующего ВДВ генерал-полковника В. А. Шаманова эта традиция возобновлена.
1 июня 2025 года в ходе российско-украинской войны авиабаза была атакована украинскими дронами.

## Происшествия
- 16 октября 1941 года катастрофа самолёта ТБ-7, аэродром Иваново-Северный, КК м-р Федоренко Е. О. Экипаж в количестве 12 человек выполнял боевой вылет на штурмовку города Орёл. Бомбовая загрузка: 1 бомба калибром 1000 кг и 2 бомбы по 500 кг на внешних подвесках. На взлёте на высоте около 30 м самолёт уклонился вправо и с небольшой вертикальной скоростью начал снижаться. На высоте 6-8 м зацепился за верхушки деревьев, командиру корабля удалось прекратить снижение, он вывел режим работы двигателей на форсированный режим и сбросил 1 авиабомбу калибром 500 кг, но самолёт дал просадку, столкнулся с лесным массивом и взорвался. 11 человек погибло. Выводы комиссии по расследованию: преждевременная уборка закрылков. Двигатели работали до момента столкновения с землёй. В ЛП выжил только стрелок хвостовой башни ст. с-т Кокорин Н. И., получивший незначительные травмы. Он пережил свой экипаж на 7 месяцев, погиб весной 1942 г.
- Ночью 6 июля 1957 года при заходе на посадку упал в лес возле станции Строкино и взорвался бомбардировщик Ту-4 (командир экипажа Щеглов А. И.). Погибли все 10 членов экипажа.
- 4 июля 1962 года разбился Ан-8 капитана Юкляевского В. А. Погибли 7 человек.
- 28 октября 1970 года потерпел катастрофу военно-транспортный самолёт Ан-12Б. Посадка проходила ночью в плохих метеоусловиях (НУМП). Из-за снежного заряда самолёт пошёл ниже глиссады, задел верхушки деревьев, взял резко вверх, перевернулся, упал и сгорел. Экипаж (командир — капитан Наумов Н. Н.) погиб[1][2].
- 16 ноября 1982 года после взлёта с Северного аэродрома в Иванове в районе села Черново потерпел катастрофу Ан-12БК. По всей вероятности, из-за невключённого авиагоризонта (АГ) экипаж потерял ориентацию в пространстве; самолёт вышел из облаков при крене 50 ° и разбился. Экипаж в составе 7 человек погиб, в том числе начальник политотдела 610-го ЦБП подполковник Полушкин В. А.[1]
- 30 марта 2010 года при взлёте с аэродрома «Северный» потерпел аварию самолёт Ан-74. Пострадало два человека[3][4].
- 12 марта 2024 года около 13:00 самолёт Ил-76 потерпел крушение в Ивановской области при взлете для выполнения планового полёта. На борту находились 15 человек — восемь членов экипажа и семь пассажиров. Все они погибли[источник не указан 45 дней].